# Euophrys crux
Euophrys crux là một loài nhện trong họ Salticidae.
Loài này thuộc chi Euophrys. Euophrys crux được Władysław Taczanowski miêu tả năm 1878.